# Universitat Algiers 1
La Universitat d'Alger (àrab: جامعة الجزائر, Jāmiʿat al-Jazāʾir; francès: Université d'Alger), també coneguda com la Universitat d'Alger Benyoucef Benkhedda (àrab: جامعة الجزائر - بن يوسف بن خـدة, Jāmiʿat al-Jazāʾir - Ibn Yūsuf ibn Ḫadda) o, més recentment, com Universitat Algiers 1, és una universitat situada a Alger, Algèria. Va ser fundada el 1909 i està organitzada en set facultats.
La Universitat d'Alger, va ser creada sota la Llei del 30 de desembre de 1909.

## Història
La tradició històrica de l'ensenyament superior a Algèria va començar l'any 1832, amb la creació de l'Escola Superior de Lletres d'Alger, com a forma de garantir l'ensenyament de les llengües àrab i francesa, en el context de la conquesta francesa d'Algèria. El 1849 la institució va obrir campus a Orà i Constantí, i es va integrar formalment al sistema educatiu francès regular el 20 de desembre de 1879. Posteriorment, es va crear la Superor Escola de Medicina i Farmàcia el 1833 (oficialitzada el 4 d'agost de 1857); el 1868 l'Escola de Ciències, i; el 1879 la Facultat de Dret. Tots tenien la seu a la ciutat d'Alger.
El 1909 totes les institucions educatives es van convertir en facultats. Poc després, el mateix any, les facultats es van unir per formar la Universitat d'Alger.
La instal·lació del govern francès lliure a Alger, convertint-la en capital de l'exili l'any 1942, està marcada per l'admissió d'un nombre més gran d'estudiants musulmans, que en aquell any representen l'11,4% del total d'estudiants. No fou fins al 1961 que s'equiparà el nombre d'estudiants algerians i d'origen francès.
El 19 de maig de 1956, la Unió General d'Estudiants Musulmans Algerians (UGEMA) va convocar una vaga estudiantil indefinida, que va aturar els cursos i exàmens acadèmics a la Universitat d'Alger, reunint el suport del Front d'Alliberament Nacional.
El 7 de juny de 1962, només un mes abans del referèndum d'independència d'Algèria, l'Organisation Armée Secrète (OEA), el moviment de colons que s'oposaven a la independència d'Algeria, va incendiar l'edifici de la biblioteca i va destruir 500.000 llibres. La destrucció d'aquests llibres i de la biblioteca es va informar al món àrab com una tàctica de guerra o guerra bruta, coneguda com a terra cremada. Egipte, l'Iraq i Jordània van condemnar l'incendi i van emetre notes de repudi. Va demostrar que el salvatgisme del moviment anti-independentisme s'estendria a l'eliminació i, de fet, a la destrucció de la cultura mentre Algèria pretengués crear la seva pròpia cultura nacional.
La reforma de l'educació superior de 1971 va abolir el sistema universitari i va agrupar les diferents disciplines per afinitats en departaments i instituts. La reforma decreta l'arabització progressiva de les disciplines, començant per determinades classes de les ciències socials (inicialment, filosofia i història). El 12 de desembre de 1998 es va restablir el sistema universitari.
L'any 2009 la universitat es subdivideix en tres noves institucions. La més important, la Universitat d'Alger Benyoucef Benkhedda (o Universitat d'Alger 1), s'erigeix com a hereva de la tradició històricoacadèmica. Mentrestant, es creen:la Universitat Abou El Kacem Saadallah (Universitat Algiers 2) i la Universitat Brahim Soltane Chaibout (Universitat Algiers 3).
L'any 2015, davant l'estat de degradació dels edificis de la universitat, professors, estudiants i simpatitzants van reclamar que la universitat fos catalogada com a patrimoni històric-arquitectònic nacional. El ministeri de Cultura va respondre a les reclamacions el juliol de 2015.

## Professors destacats
- Fernand Braudel (1902-1985) - historiador francès
- John Peters Humphrey (1905-1995) - jurista canadenc
- André Chastagnol (1920-1996) - historiador francès
- Assia Djebar (1936-2015) - novel·lista, traductora, cineasta
- Ahmed Zaoui - erudit islàmic, va obtenir l'estatus de refugiat a Nova Zelanda el 2014

## Alumnes destacats

### Arts i ciència

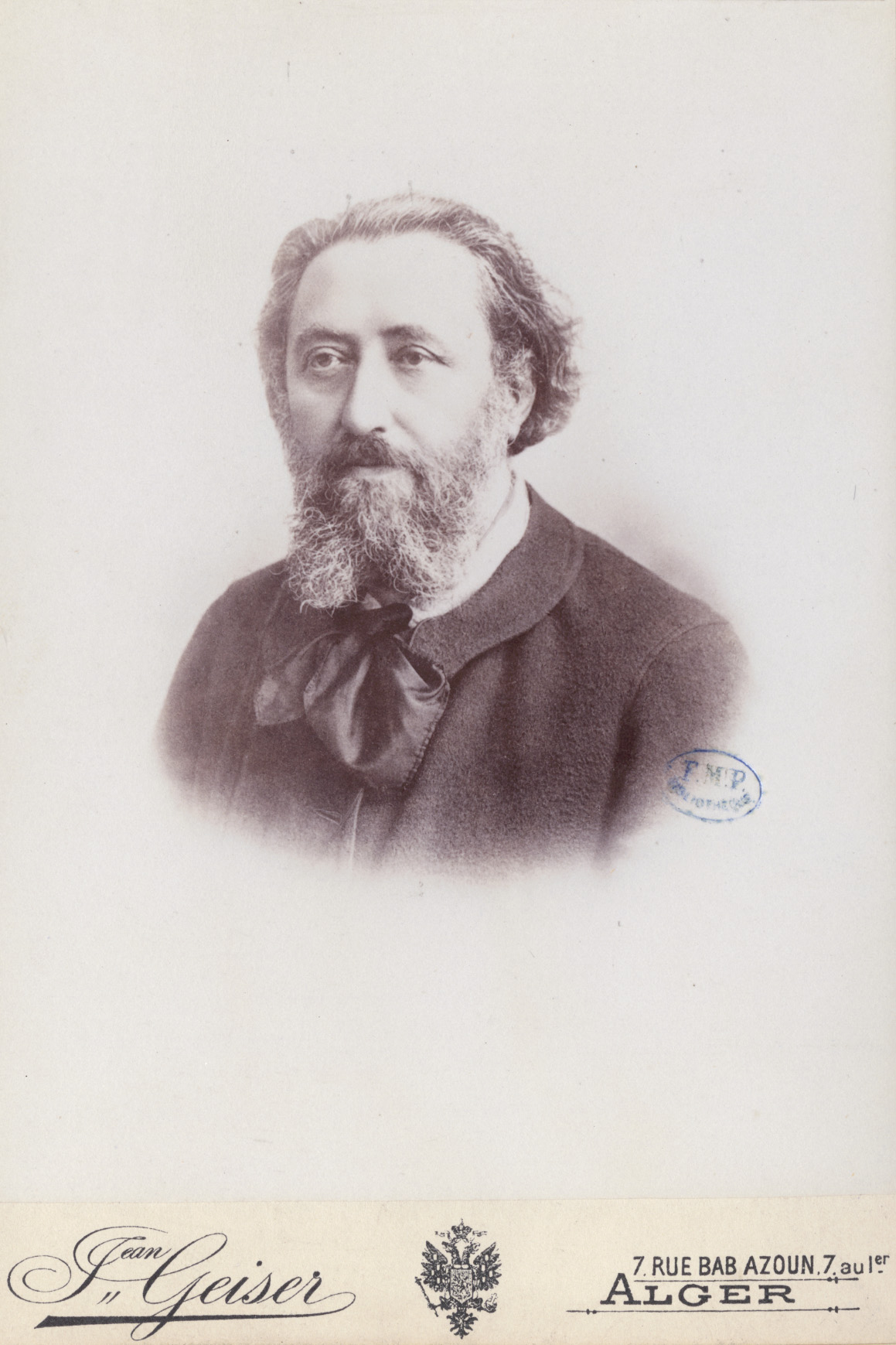
Jean Baptiste Paulin Trolard

- Jean Baptiste Paulin Trolard (1842-1910) - metge; la "vena de Trolard" (la vena anastomòtica superior) va rebre el seu nom
- Albert Camus (1913–1960) - escriptor i guardonat amb el Premi Nobel de Literatura el 1957.
- Paul Coste-Floret (1911-1979) professor de dret i polític
- Albert Memmi (1920-2020) - erudit
- Suzanne Carrell (1923-2019) - educadora
- Gabriel Camps (1927-2002) - arqueòleg i antropòleg social
- Maurice Audin (1932-1957) - matemàtic i activista polític
- Fadéla M'rabet (nascuda el 1935) - escriptora i feminista.
- Fàtima Gallaire (1944-2020) - autora i dramaturga
- Youcef Saad (nascut el 1950) - matemàtic.
- Elias Zerhouni (nascut el 1951) - Radiòleg i enginyer biomèdic, metge americà d'origen algerià.
- Saddek Rabah (nascut el 1968) - Professor universitari i investigador acadèmic.
- Kaouther Adimi (nascut el 1986) - escriptor

### Política i diplomàcia
- Ferhat Abbas (1899-1985) - polític
- Mohamed Lamine Debaghine (1917-2003) - activista polític
- Mehdi Ben Barka (1920-1965?) - polític; va desaparèixer el 1965
- Lakhdar Brahimi (nascut el 1934) - diplomàtic de l'ONU i ministre d'Afers Exteriors algerià.
- Hassiba Ben Bouali (1938-1957) - activista polític
- Ferhat Mehenni (nascut el 1951) - activista polític
- Ahmed Djoghlaf (nascut el 1953) - secretari executiu de la Convenció sobre la Diversitat Biològica
- Said Djinnit (nascut el 1954) - Nacions Unides diplomàtic
- Khalida Toumi (nascuda el 1958) - activista feminista